# Музика «Зоряних війн»
Му́зика «Зо́ряних війн» написана американським композитором Джоном Вільямсом до фільмів із серії «Зоряні війни». З 1977 по 1983 роки ним були написані композиції до оригінальної трилогії (IV, V, VI частини), а з 1999 по 2005 до трилогії-приквелу (І, II, III).
Музичні твори Вільямса схожі на музику пізнього романтизму, а саме на твори Ріхарда Штрауса та Ріхарда Вагнера. Також саундтреки Джона Вільямса входять до складу Золотої доби в Голлівуді.
Джордж Лукас відзначав, що найбільший успіх Зоряних війн криється не у спецефектах, а саме в музиці до них та в простому сюжеті[джерело?].

## Найвідоміші композиції
- «Star Wars (Main Theme)» (виконується в усіх стрічках саги)
- «Rebel Fanfare» (виконується в усіх епізодах, проте найбільше у IV, VI та ІІІ)
- «Force Theme» (в усіх частинах)
- «Princess Leia's Theme» (в III, IV, V і VI)
- «Imperial Motif» (найбільше в IV)
- «Імперський марш» (найбільше в V частині, є темою Дарта Вейдера)
- «Duel of the Fates» (I, II та III)
- «Battle of the Heroes theme» (ІІІ частина)
- «General Grievous theme» (ІІІ частина)

## Саундтреки

### Епізод IV: Нова надія
Основна стаття: Зоряні війни: Нова надія (саундтрек)
Зоряні війни. Епізод IV: Нова надія (саундтрек) — перший альбом композитора Джона Вільямса до першої частини Зоряних війн «Зоряні війни. Епізод IV. Нова надія».
Записаний у березні 1977 року. Мелодії виконувалися Лондонським симфонічним оркестром, надалі він виконував всі композиції до наступних фільмів саги. Запис відбувався в Лондоні. Диригентом оркестру був Джон Вільямс.
Альбом був перевиданий у 1997 та 2004 роках.

### Епізод V: Імперія завдає удару у відповідь
Основна стаття: Зоряні війни: Імперія завдає удару у відповідь (саундтрек)
Зоряні війни. Епізод V: Імперія завдає удару у відповідь (саундтрек) — альбом Джона Вільямса до фільму «Зоряні війни. Епізод V. Імперія завдає удару у відповідь».
Вперше виданий 1980 року у США, за п'ять днів до прем'єри стрічки.
У 1997 та 2004 роках був перевиданий. Видання 1997 року є повнішим за оригінальне, адже містить 19 композицій та додаткові треки, прослуховування яких займає трохи більше двох годин.
Оригінальний саундтрек 1980 складається із 10 композицій. Був записаний в грудні 1979, та у січні 1980 р.

### Епізод VI: Повернення джедая
Основна стаття: Зоряні війни: Повернення джедая (саундтрек)
Зоряні війни. Епізод VI: Повернення джедая (саундтрек) — музичний альбом до фільму Зоряні війни. Епізод VI. Повернення джедая, який написав Джон Вільямс. Вперше був виданий у 1983 році компанією «RSO Records».
Записаний в січні та лютому 1983 року.
У 1997 та 2004 роках альбом було перевидано та доповнено композиціями з фільму, які до цього не були включені до списку оригінального видання.
Однією з цікавинок альбому є те, що він перший з-поміж інших саундтреків «Зоряних війн» був записаний у цифровому вигляді.

### Епізод І: Прихована загроза
Основна стаття: Зоряні війни: Прихована загроза (саундтрек)
Зоряні війни. Епізод І: Прихована загроза (саундтрек) — музичний альбом, який містить 17 саундтреків американського композитора Джона Вільямса до фільму Джорджа Лукаса «Зоряні війни. Епізод I. Прихована загроза».
Альбом був виданий 4 травня 1999 року, за два тижні до прем'єри стрічки. Однак за проханням багатьох фанатів кіносаги, 14 листопада 2000 року було видано доповнений варіант альбому, який містив усі композиції з фільму (68 треків).
Саундтрек був повністю записаний в лютому 1999 в приміщенні «London Studio». Композиції виконувалися Лондонським симфонічним оркестром. Диригентом оркестру був Джон Вільямс.

### Епізод ІІ: Атака клонів
Основна стаття: Зоряні війни: Атака клонів (саундтрек)
Зоряні війни. Епізод ІІ: Атака клонів (саундтрек) — музичний альбом до фільму «Зоряні війни. Епізод II. Атака клонів», який вийшов 23 квітня 2002 року. Альбом складається з 13 композицій, а також містить додатковий трек, під назвою «On the Conveyor Belt».
Однією з цікавостей альбому саундтреків є те, що він видавався з чотирма різними обкладинками.
Альбом був записаний у січні 2002, в лондонській студії. В записі брали участь Лондонський симфонічний оркестр і хор. Джон Вільямс виступив як композитор та диригент.

### Епізод ІІІ: Помста ситхів
Основна стаття: Зоряні війни: Помста ситхів (саундтрек)
Зоряні війни. Епізод ІІІ: Помста ситхів (саундтрек) — музичний альбом Джона Вільямса до фантастичного фільму Джорджа Лукаса «Зоряні війни. Епізод III. Помста ситхів», який вийшов 3 травня 2005 року, за два тижні до прем'єри стрічки.
Це був останній 6-й саундтрек до останнього фільму кіносаги «Зоряні війни».
Альбом містить 15 композицій, а також DVD-бонус «Зоряні війни:Музична подорож». Він складається з 16 музичних відеокліпів, які, у свою чергу, є фрагментами з 6 фільмів Зоряних війн і супроводжуються музичними темами Джона Вільямса.
Саундтрек був обраний на сайті Amazon.com до Топ-100 за 2005 рік, під № 83.

## Нагороди
У 1977 році Джон Вільямс отримав Оскара та Золотого глобуса «за найкращу музику до фільму» «Зоряні війни. Епізод IV». У 1978 та 1981 роках — 5 премій Греммі.